# 大垣競輪場
大垣競輪場（おおがきけいりんじょう）は岐阜県大垣市にある競輪場。施設所有および主催は大垣市。競技実施はJKA中日本地区本部中部支部。

## 概要
大垣競輪場は、大垣市が戦災復興事業の推進と、自転車工業の振興を目的に、市営グランド跡地に建設したもので、1949年10月に設立が認可され、1952年6月に竣工し開設された。
記念競輪(GIII)として『水都大垣杯』が近年まで毎年5月に開催されていたが、時期移動で2011年より11月に開催され、2014年からは10月に開催され、2021年からは3月に開催されている。なお2005年までは『麋城賞』の名称で開催されていた。
過去には1972年にオールスター競輪が、1982年に日本選手権競輪が、1994年・1999年・2004年・2009年に全日本選抜競輪が、2019年にウィナーズカップがそれぞれ開催された。今後は、2027年3月19日から22日まで8年ぶりにウィナーズカップの開催が決まった。
マスコットキャラクターは大垣の「垣=カキ」に因んだ柿の「カキじゃん」で、それにちなんで以前は「かきじゃんカップ」が行われていた。（ガールズケイリン）
2004年4月より2015年3月までCS放送のスポーツ専門チャンネルのEXスポーツにおいて「ケイリンライブ!」（2012年9月までの番組名は「ケイリンライブ!282（ツーパーツー）」）の放送を行っていた。
トータリゼータシステムは富士通フロンテックを採用しており、2016年4月2日からは重勝式車券にあたるKドリームスの発売が行われるようになった。
締め切り前BGMは、バリー・マニロウのコパカバーナをアレンジしたもの。
2017年7月17日の開催より全国で10場目となるミッドナイト競輪が実施されている（それまでは玉野競輪場を借り上げて実施していた。なお、ほかに岐阜市、福井市が当競輪場を借り上げて開催することもある）が、ナイター競輪は実施していない。また、ナイターでのグレードレースの場外発売も一部前売のみの発売となっている。

## バンク
400mを使用している。クセのない標準的なバンクで、脚質的な有利不利はほとんどない。隣の岐阜競輪場をモデルに造られているため、バンクの内側には池があり、選手入場用の通路として橋が掛けられている。なお池があることから「バンクの重さ」については注意が必要。

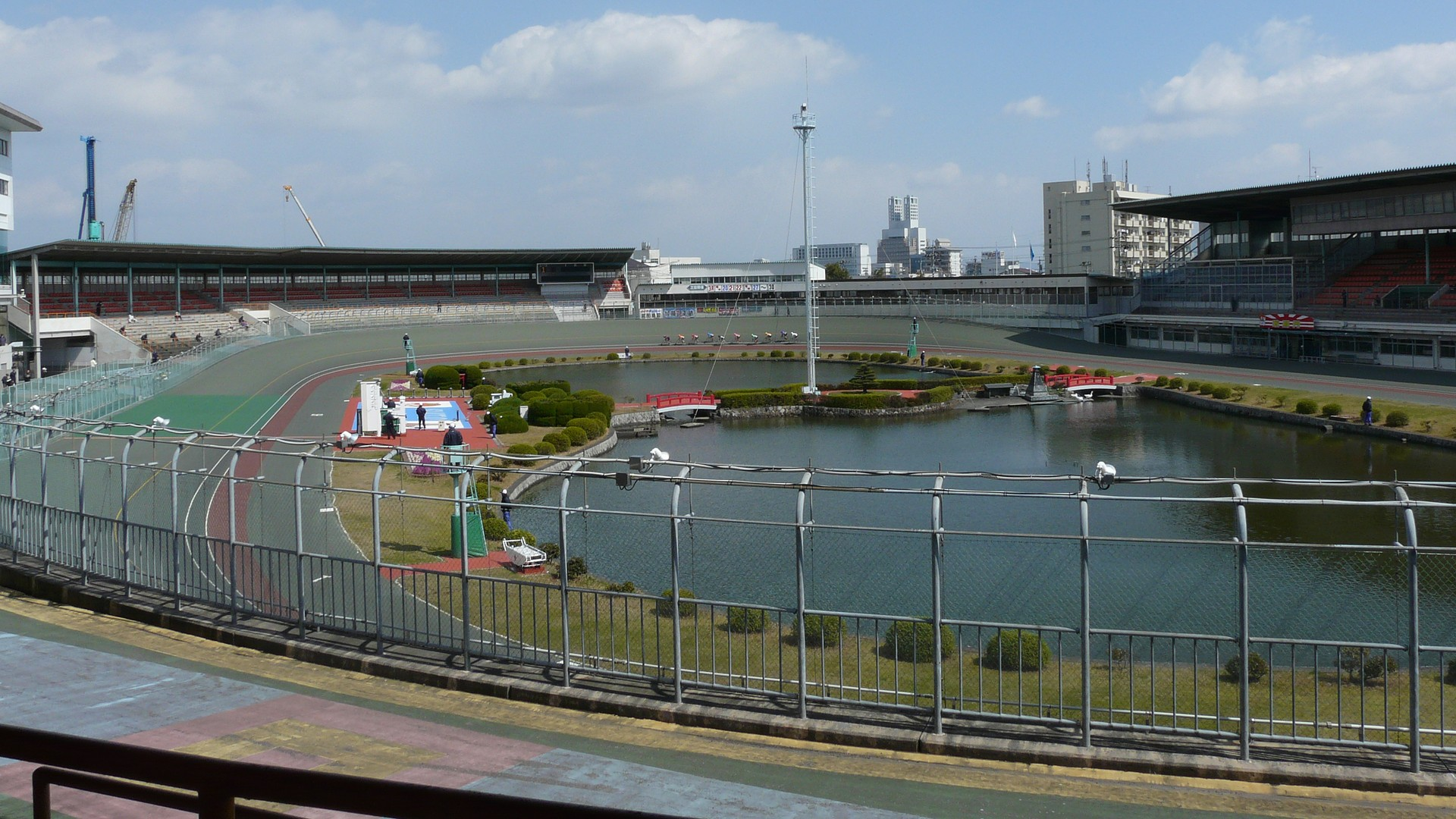
バンク
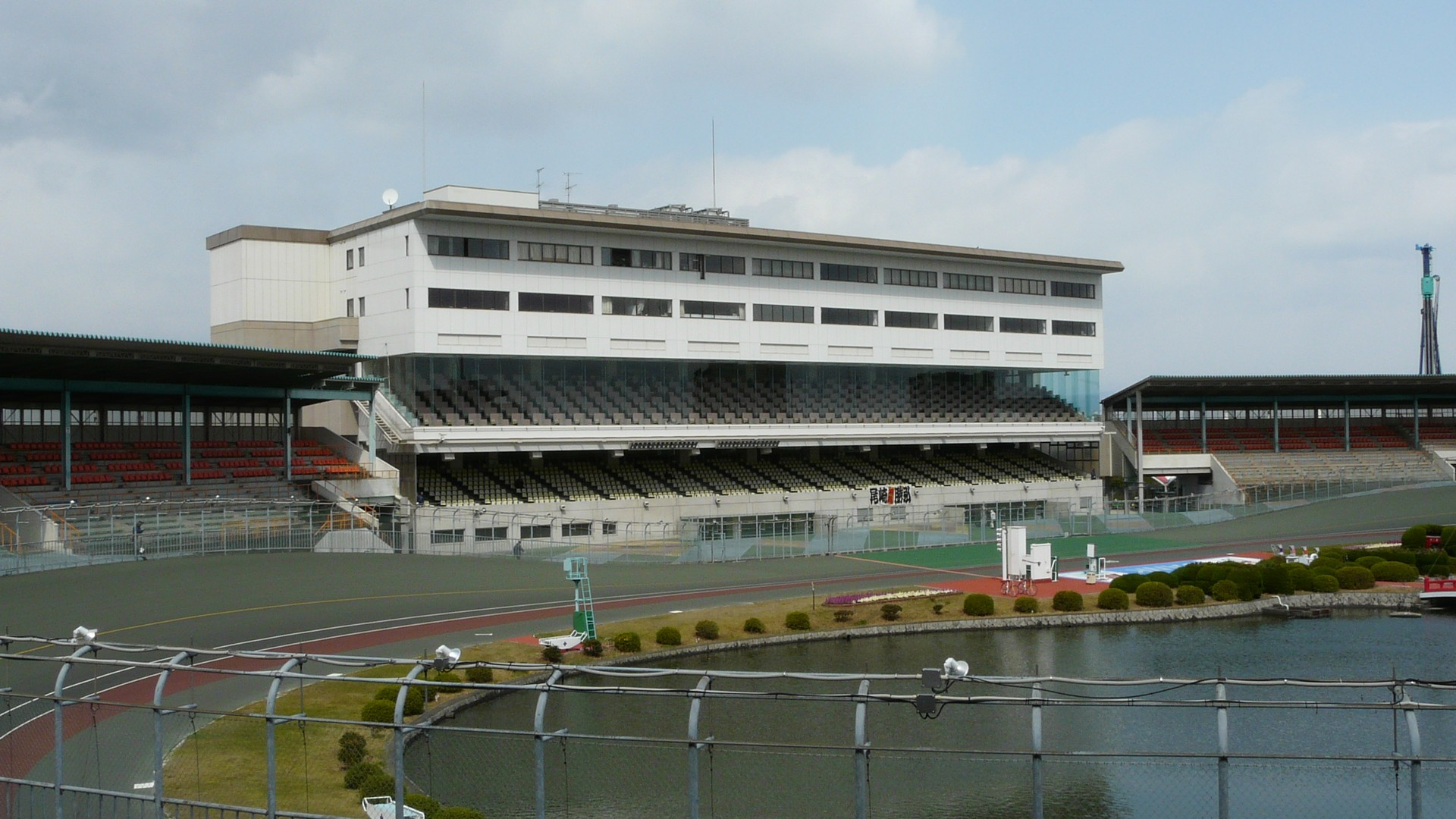
観客席
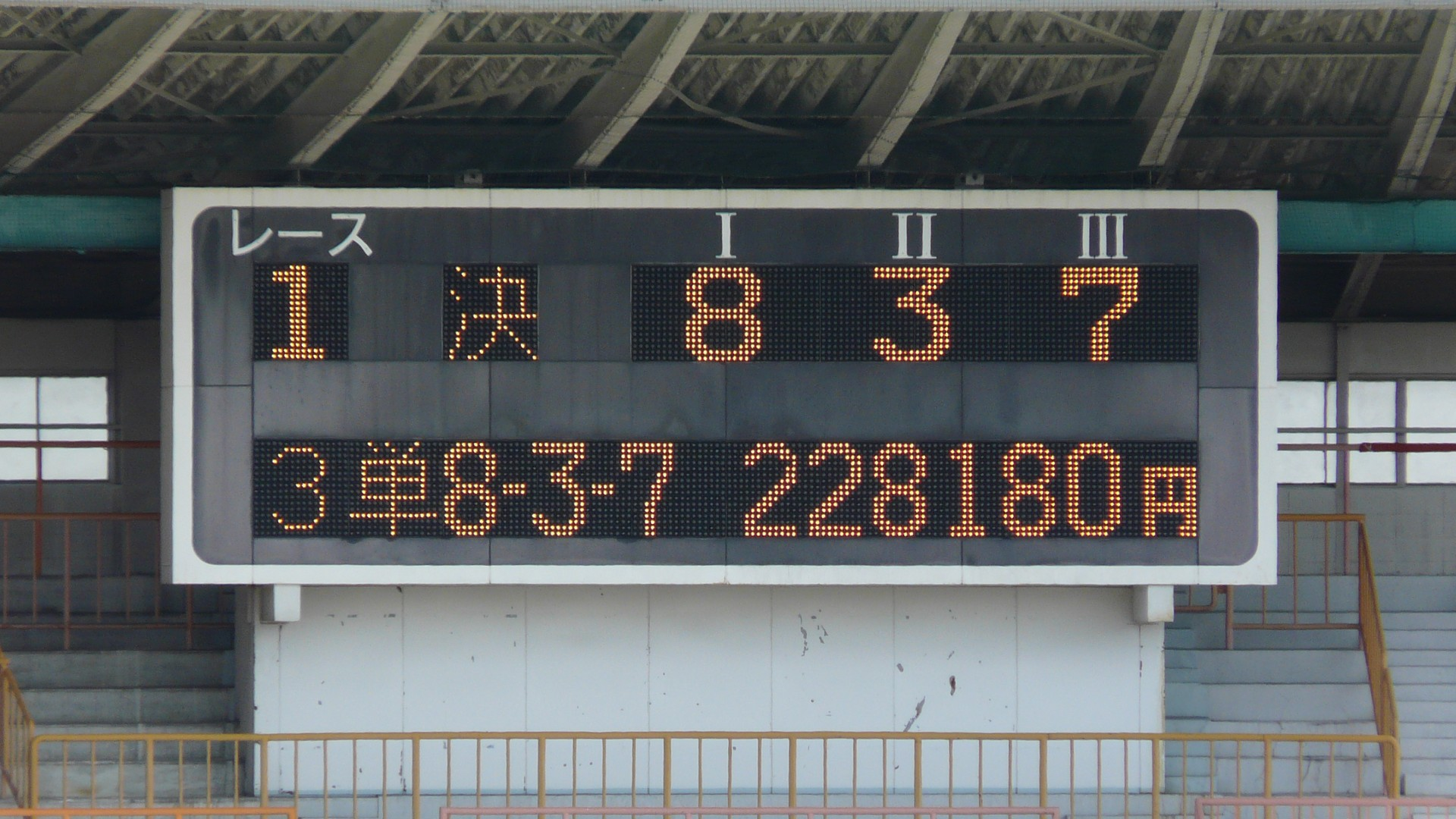
電光掲示板
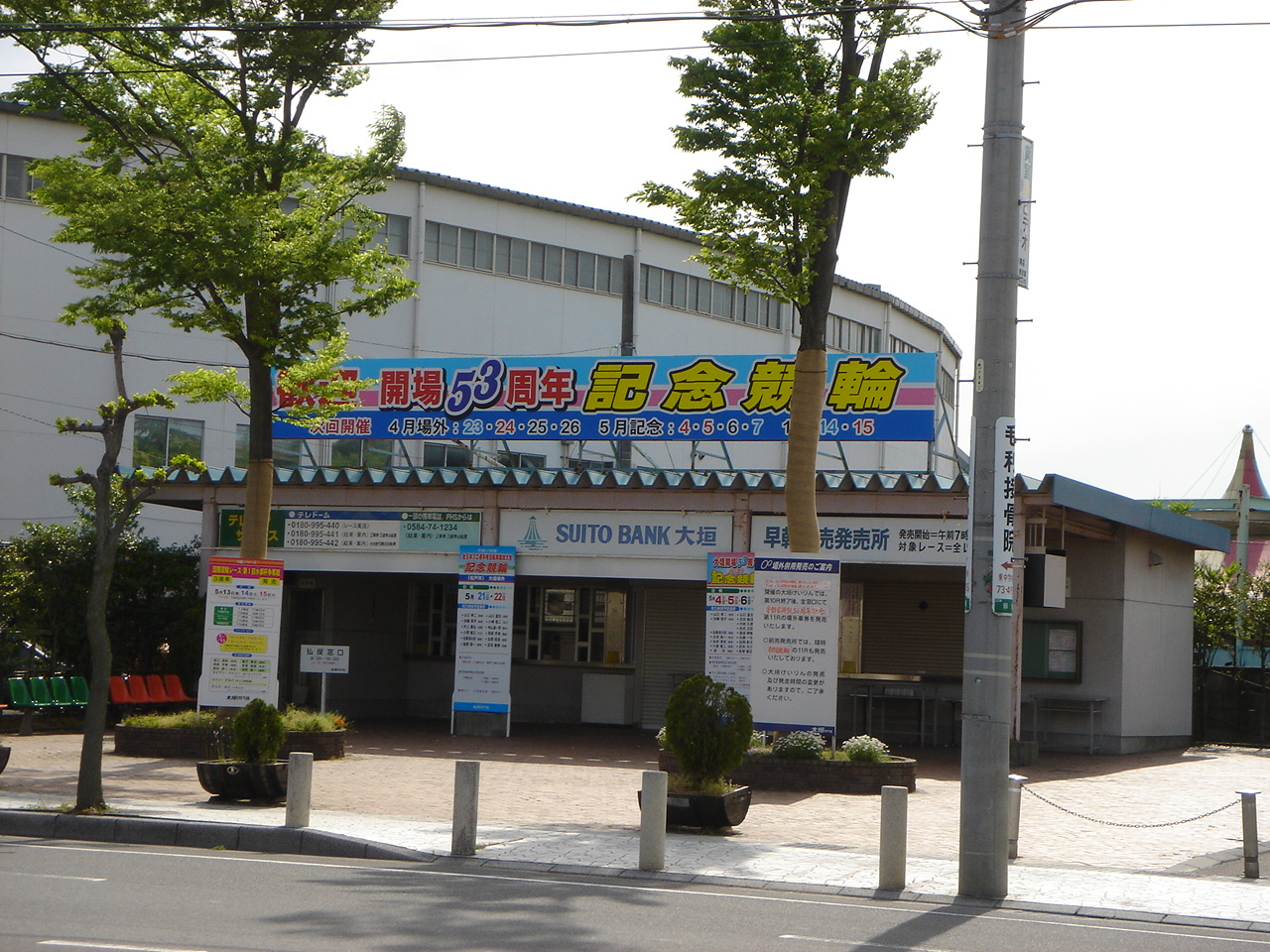
外向場外発売所

## 歴代記念競輪優勝者
| 年        | 優勝者     | 登録地 |
| --------- | ---------- | ------ |
| 2002年    | 西郷剛     | 兵庫   |
| 2003年    | 山田裕仁   | 岐阜   |
| 2005年    | 小倉竜二   | 徳島   |
| 2006年    | 荒井崇博   | 佐賀   |
| 2007年    | 村上博幸   | 京都   |
| 2008年    | 山田裕仁   | 岐阜   |
| 2010年    | 山口富生   | 岐阜   |
| 2011年    | 武田豊樹   | 茨城   |
| 2012年    | 志智俊夫   | 岐阜   |
| 2013年    | 平原康多   | 埼玉   |
| 2014年    | 石井秀治   | 千葉   |
| 2015年    | 深谷知広   | 愛知   |
| 2017年3月 | 小松崎大地 | 福島   |
| 同年11月  | 村上博幸   | 京都   |
| 2019年    | 宮本隼輔   | 山口   |
| 2021年    | 平原康多   | 埼玉   |
| 2022年    | 平原康多   | 埼玉   |
| 2023年3月 | 犬伏湧也   | 徳島   |
| 同年6月   | 浅井康太   | 三重   |
| 2024年    | 坂井洋     | 栃木   |
| 2026年    |            |        |

※1節4日間制開催となった、2002年4月以降の歴代記念競輪優勝者を列記。

### その他のG3
| 年     | 種別 | 開催名称                       | 優勝者               | 登録地 |
| ------ | ---- | ------------------------------ | -------------------- | ------ |
| 2003年 | G3   | 愛・地球博協賛競輪             | 松岡彰洋             | 三重   |
| 2017年 | G3   | 国際自転車トラック競技支援競輪 | シェーン・パーキンス | ロシア |
| 2023年 | G3   | 施設整備等協賛競輪             | 山賀雅仁             | 千葉   |
| 2025年 | G3   | 大阪・関西万博協賛競輪         | 志田龍星             | 岐阜   |

## ホームバンクとしている主な選手
- 山田裕仁 - 2014年引退
- 山口幸二 - 2012年引退
- 山口富生
- 吉村和之
- 松岡篤哉
- 竹内雄作
- 橋本英也
- 山口拳矢